# Steatoda mexicana
Steatoda mexicana är en spindelart som beskrevs av Claude Lévi 1957. Steatoda mexicana ingår i släktet vaxspindlar, och familjen klotspindlar. Inga underarter finns listade i Catalogue of Life.